# Кондрат Святослав Павлович
Святослав Павлович Кондрат (нар. 21 серпня 1997, Болехів, Долинський район, Івано-Франківська область, Україна — пом. 20 червня 2023, поблизу Малої Токмачки, Пологівський район, Запорізька область, Україна) — український військовик і поет, ветеран російсько-української війни, командир штурмового відділення «Карпатська Січ» у складі 78-го окремого десантно-штурмового полку «Ґерць».

## Життєпис

### Ранні роки
Народився 21 серпня 1997 року в місті Болехів Івано-Франківської області в сім'ї пожежника і виховательки. Закінчив ліцей № 1 «Академічний», де був декламатором, ведучим шкільних та позашкільних заходів. Під час Революції гідності проводив маніфестаційні ходи разом зі студентами коледжу із закликами «допомогти у реалізації завдань Революції гідності». Після закінчення навчання вступив до Прикарпатського національного університету імені Василя Стефаника на факультет «Економічна кібернетика».
У 2016 році, з настанням повноліття, долучився до Збройних сил України і у складі добровольчого батальйону «Аратта» брав участь у боях за Широкине, де був поранений. Згодом повернувся до навчання, успішно здобувши рівень бакалавра у 2018 році. Належав до ультрас футбольного клубу «Прикарпаття», був представником фанатського руху «Stanislawiw Ultras». Активно займався спортом, зокрема футболом, греко-римською боротьбою і східними єдиноборствами.

### Громадська діяльність
У 2016 році став одним із співзасновників осередку військово-патріотичної організації «Карпатська Січ» на Прикарпатті. Як один з керівників організації та ветеран АТО займався організацією військово-патріотичних вишколів, турнірів та змагань з міні-футболу, шахів, змішаних єдиноборств. У межах діяльності організації «Карпатська Січ» створив окремий туристичний клуб «Едельвейс», що займався організацією некомерційних походів у гори та екологічною діяльністю.
Розвивав культурний проєкт «Стилет і стилос». Декламував власні вірші, зокрема на патріотичну й військову тематику.

### Повномасштабне вторгнення Росії в Україну
У листопаді 2021 року виїхав на роботу в Польщу. З початком повномасштабного вторгнення Росії в Україну пішки перетнув кордон і 26 лютого долучився до оборони Києва і Київської області. У складі 206-го окремого батальйону територіальної оборони брав участь у боях за визволення Бучі, Ірпеня, Гостомеля та Пущі-Водиці.
Починаючи від 7 квітня 2022 року, перебував на півдні України, де брав участь у боях за Миколаївську і Херсонську області і зазнав поранення під час артилерійського обстрілу. Згодом переведений на східну частину фронту, воюючи на Харківщині, у Бахмуті і Запорізькі області як командир відділення управління мінометної батареї підрозділу «Карпатська Січ».
Командир штурмового відділення 78-го окремого десантно-штурмового полку «Ґерць». 20 червня 2023 року під час штурму поблизу Малої Токмачки в Запорізькій області, прикриваючи відхід своєї бойової групи, загинув у близькому бою. Прощання зі Святославом Кондратом відбулося 21 липня того ж року в Болехові у храмі Святої Великомучениці Параскеви, похований на місцевому кладовищі.

## Нагороди
- Орден «За мужність» III ступеня (24 листопада 2023, посмертно)[16].

## Увічнення пам'яті
- Пам'яті Святослава Кондрата присвячений повнометражний фільм, знятий фондом «Трибуна Героїв», що підтримує родини загиблих на війні футбольних фанатів[17][18].
- На честь Святослава Кондрата встановлено меморіальну дошку на фасаді Болехівського ліцею № 1 «Академічний», де той навчався[19]